# Lazaros Papadopoulos
Lazaros Papadopoulos (in greco Λάζαρος Παπαδόπουλος?; Krasnodar, 3 giugno 1980) è un ex cestista greco con cittadinanza russa.
Alto 210 cm per 127 kg.

## Carriera
Con la maglia della Nazionale greca ha preso parte agli Europei nel 2001, nel 2005 (oro) e nel 2007, ai Giochi olimpici 2004 e al campionato mondiale 2006 (argento).

## Statistiche

### Eurolega
| Anno       | Squadra       | PG | PT | MP   | TC%  | 3P% | TL%  | RP  | AP  | PRP | SP  | PP   |
| ---------- | ------------- | -- | -- | ---- | ---- | --- | ---- | --- | --- | --- | --- | ---- |
| 2001-2002† | Panathīnaïkos | 19 | 6  | 15,4 | 63,8 | -   | 77,4 | 4,1 | 0,9 | 0,4 | 0,5 | 6,6  |
| 2002-2003  | Panathīnaïkos | 19 | 5  | 11,8 | 63,6 | -   | 67,7 | 2,7 | 0,4 | 0,4 | 0,2 | 4,1  |
| 2006-2007  | Dinamo Mosca  | 17 | 16 | 29,5 | 53,1 | -   | 66,7 | 7,2 | 1,8 | 1,3 | 0,9 | 14,8 |
| 2007-2008  | Real Madrid   | 18 | 13 | 21,4 | 48,4 | -   | 57,1 | 3,2 | 1,5 | 0,8 | 0,3 | 6,9  |
| 2008-2009  | Real Madrid   | 4  | 1  | 13,8 | 41,2 | 0,0 | 50,0 | 2,2 | 0,0 | 0,2 | 0,0 | 4,0  |
| 2011-2012† | Olympiakos    | 13 | 8  | 13,9 | 54,2 | -   | 17,6 | 2,8 | 2,0 | 0,2 | 0,4 | 4,2  |
| Carriera   | Carriera      | 90 | 49 | 18,2 | 54,7 | 0,0 | 62,1 | 3,9 | 1,2 | 0,6 | 0,4 | 7,2  |

## Palmarès

### Squadra
- Campionato greco: 2

Panathinaikos: 2002-03
Olympiakos: 2011-2012
- Coppa di Grecia: 1

Panathinaikos:	2002-03
- Eurolega: 2

Panathinaikos: 2001-02
Olympiacos: 2011-12
- ULEB Cup: 1

Dinamo Mosca: 2005-06
- VTB United League: 1

Chimki: 2010-11

### Individuale
- All-Euroleague Second Team: 1

Dinamo Mosca: 2006-07